# Maszok (przystanek kolejowy)
Maszok (biał. Машок, ros. Мошок) – przystanek kolejowy w pobliżu miejscowości Dubrauka, w rejonie dobruskim, w obwodzie homelskim, na Białorusi.